# Coelioxys katangensis
Coelioxys katangensis är en biart som beskrevs av Cockerell 1932. Coelioxys katangensis ingår i släktet kägelbin, och familjen buksamlarbin. Inga underarter finns listade i Catalogue of Life.